# Anna Maiwald
Anna Maiwald (* 21. Juli 1990 in Heidelberg, Baden-Württemberg) ist eine deutsche Leichtathletin, die sich auf den Mehrkampf spezialisiert hat. Sie tritt auch bei Kurz- und Langsprints an. Maiwald studiert Rehabilitationswissenschaft auf Master.

## Sportliche Karriere
Anna Maiwald begann früh mit dem Sport und nahm an Wettkämpfen teil, bei denen sie schon in der Altersklasse der Kinder und Schüler erste und zweite Plätze in verschiedenen Disziplinen errang. So belegte sie 1999 beim XVII. Landesoffenen Schülerhallensportfest in Walldorf die zweiten Plätze beim 30-Meter-Lauf wie im Weitsprung und 2000 beim Karlsbader Schülermehrkampftag im Dreikampf den zweiten und beim Vierkampf (Dreikampf plus Hochsprung) den 1. Platz. 2001 holte sich Maiwald beim XIX. Landesoffenen Schülerhallensportfest in Walldorf als W11-Schülerin den 1. Platz beim 2-mal-35-Meter-Hürdenlauf. 2002 gewann sie als Schülerin-W12 bei den Langstreckenmeisterschaften in Neckargemünd den 2000-Meter-Lauf und siegte 2003 beim XXI. Landesoffenen Schülerhallensportfest als W13-Schülerin im Hochsprung und Kugelstoßen. 2004 belegte sie beim Werfertag in Haslach gleich drei erste Plätze; beim Kugelstoßen, beim Diskus- und Speerwurf.
Diese Vielseitigkeit zahlte sich später im Mehrkampf aus. 2008 errang Maiwald im Siebenkampf den Deutschen U20-Jugendmeistertitel. 2009 konnte sie ihren Titel mit fünf Einzel-Bestleistungen verteidigen und stellte mit 5411 Punkten einen neuen persönlichen Siebenkampf-Rekord auf.
2012 wurde Maiwald Deutsche Meisterin im Siebenkampf mit der Mannschaft. 2013 holte sie sich im Einzelwettbewerb die Vizemeisterschaft und wurde 2014 Deutsche Meisterin.
2015 belegte Maiwald bei der Universiade in Gwangju im Siebenkampf den 1. Platz. Der Mehrkampfteil der Deutschen Meisterschaften wurde in dem Jahr mangels Ausrichter nicht durchgeführt. 2016 finden die Mehrkämpfe (parallel zu den Olympischen Spielen in Rio de Janeiro) am 13. und 14. August in Kienbaum statt. Ende Juni 2016 wurde sie als einzige Siebenkämpferin für die Europameisterschaften in Amsterdam nominiert und belegte dort mit ihrer Saisonbestleistung von 6020 Punkten den 10. Platz.
Maiwald gehörte schon 2008 zum C-Kader (400 m) beim TSV Baden Östringen und ist heute B-Kader des Deutschen Leichtathletik-Verbandes (DLV).
Seit 2012 startet Maiwald für den TSV Bayer 04 Leverkusen zu dem sie vom TSV Baden Östringen kam. Davor war sie bis 2006 bei der SG Nußloch.

## Persönliche Bestleistungen
- Halle: 4208 Punkte (Fünfkampf; Hamburg 2016)
- Freiluft: 6174 Punkte (Siebenkampf; Ratingen 2019)

## Erfolge
national
- 2008: Deutsche U20-Jugendmeisterin (Siebenkampf)
- 2009: 6. Platz Deutsche Meisterschaften (4 × 400 m)
- 2009: Deutsche U20-Jugendmeisterin (Siebenkampf)
- 2010: Deutsche U23-Juniorenvizemeisterin (Siebenkampf)
- 2011: Deutsche U23-Juniorenmeisterin (Siebenkampf)
- 2012: 4. Platz  Deutsche Meisterschaften (4 × 400 m)
- 2012: 3. Platz Deutsche U23-Juniorenmeisterschaften (Siebenkampf)
- 2012: 4. Platz  Deutsche Meisterschaften (Siebenkampf)
- 2012: Deutsche Meisterin (Siebenkampf Mannschaft)
- 2013: 3. Platz Deutsche Hallenmehrkampfmeisterschaften (Fünfkampf)
- 2013: Deutsche Vizemeisterin (4 × 100 m)
- 2013: Deutsche Vizemeisterin (Siebenkampf)
- 2013: Deutsche Meisterin (Siebenkampf Mannschaft)
- 2014: 4. Platz Deutsche Hallenmehrkampfmeisterschaften (Fünfkampf)
- 2014: 3. Platz Deutsche Hallenmeisterschaften (4 × 200 m)
- 2014: Deutsche Meisterin (Siebenkampf Einzel und Mannschaft)
- 2015: 4. Platz Deutsche Hallenmeisterschaften (4 × 200 m)
- 2015: 3. Platz Deutsche Hochschulmeisterschaften (100 m Hürden)
- 2016: Deutsche Hallenmehrkampfvizemeisterin (Fünfkampf)

international
- 2015: 1. Platz[1] Universiade (Siebenkampf)
- 2016: 10. Platz Europameisterschaften (Siebenkampf)